# Drehscheibe

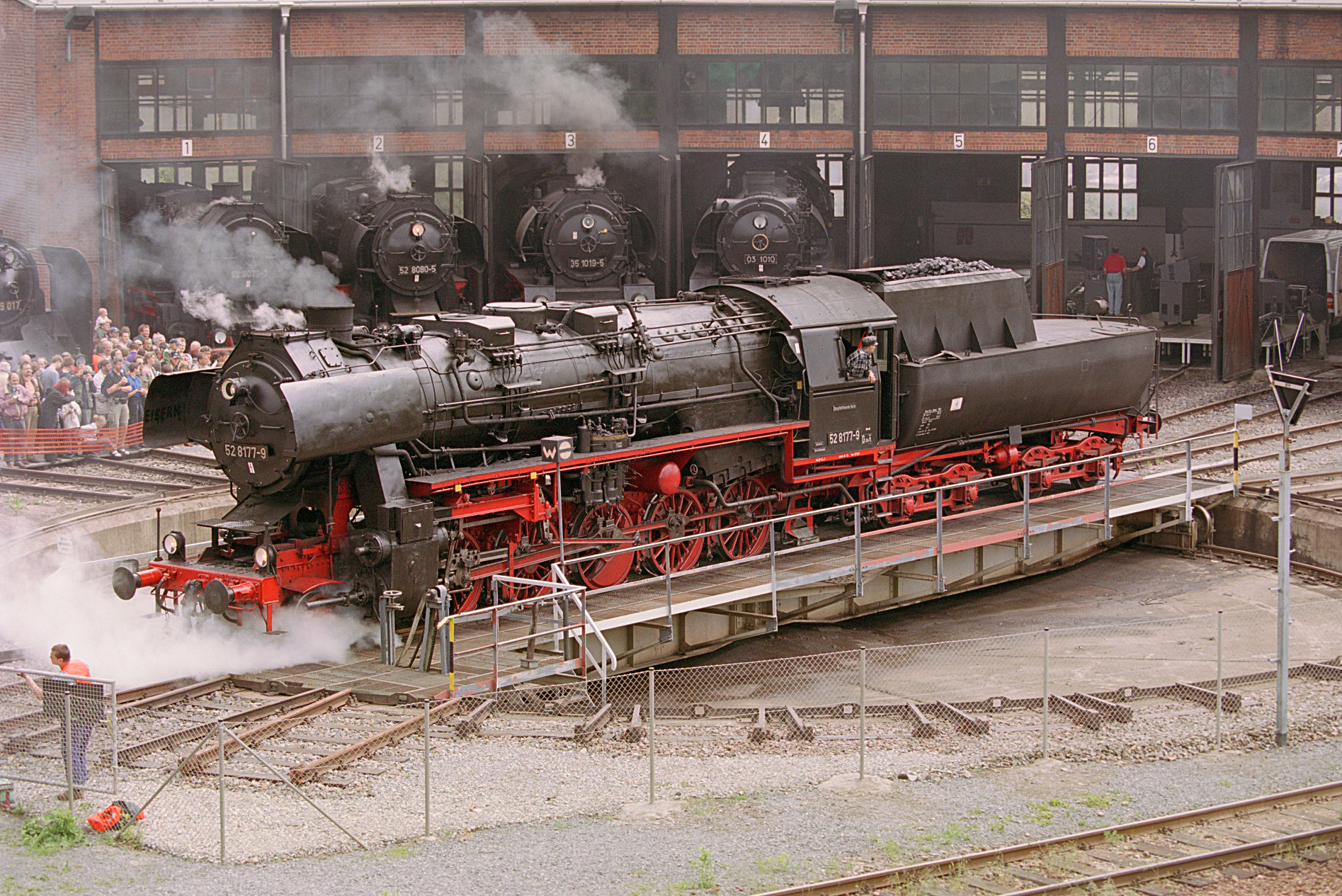
52.80 auf der Drehscheibe des Eisenbahnmuseums Bw Dresden-Altstadt

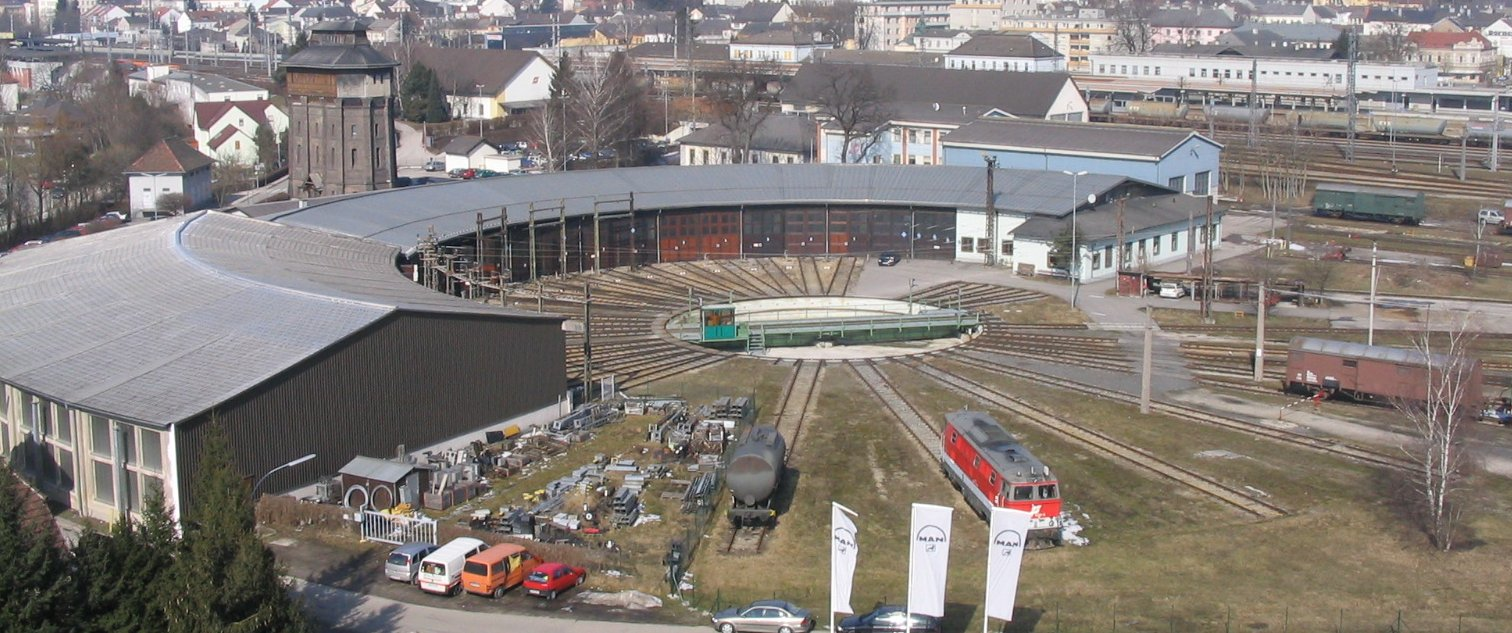
Ringlokschuppen mit Drehscheibe in Amstetten

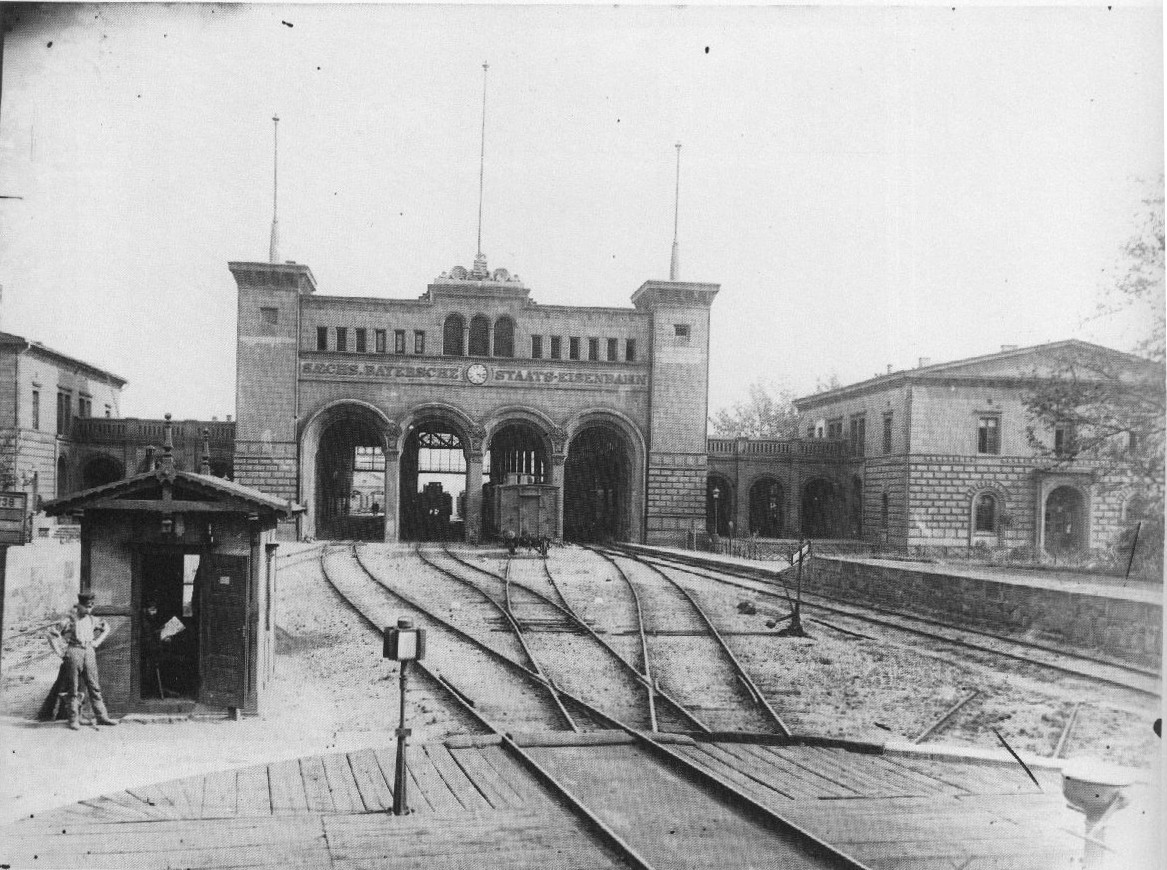
Bayerischer Bahnhof Leipzig um 1890, im Vordergrund die Drehscheibe (Teilansicht)

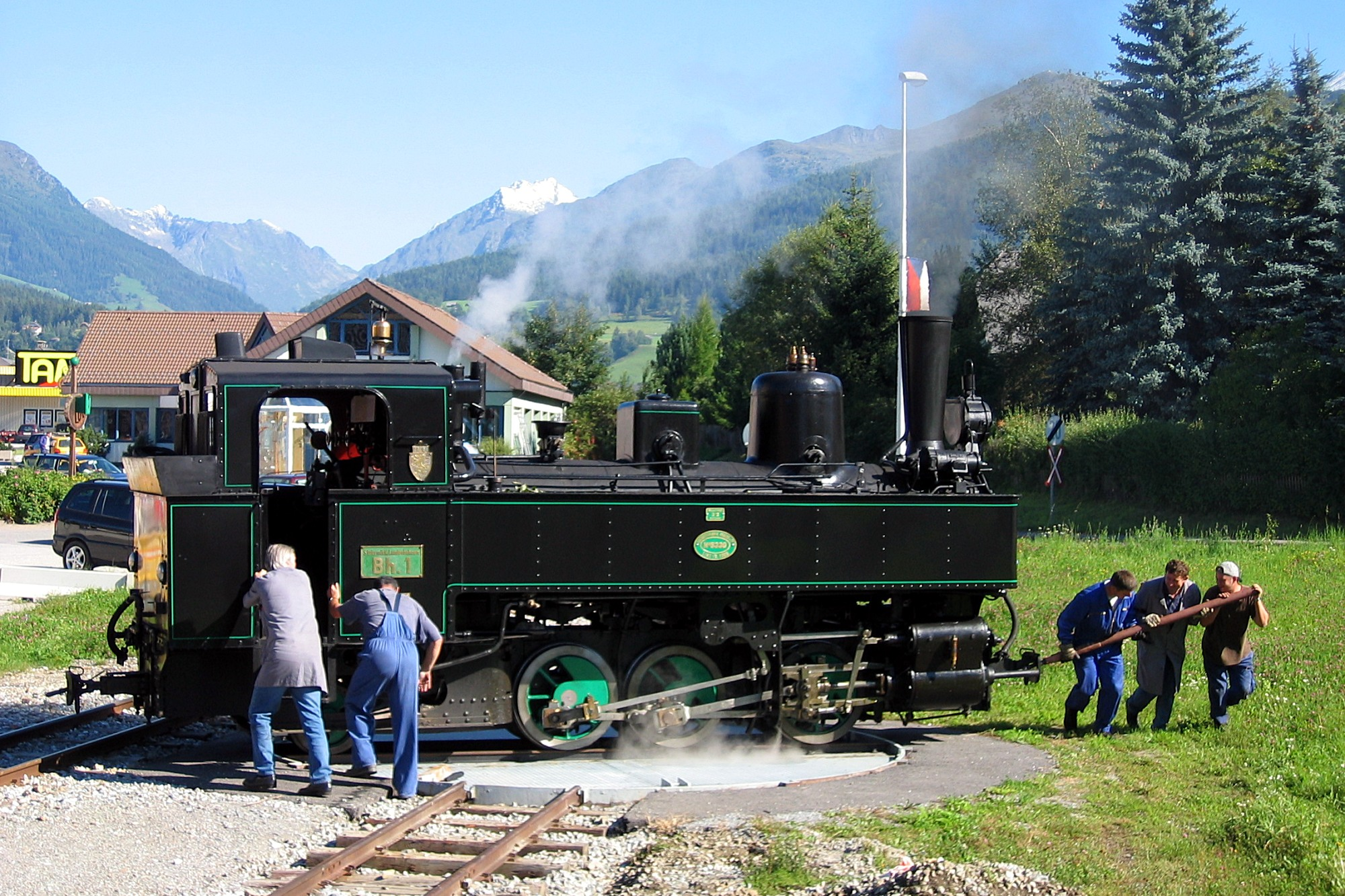
Handbediente Schmalspur-Drehscheibe im Bahnhof Tamsweg der Murtalbahn

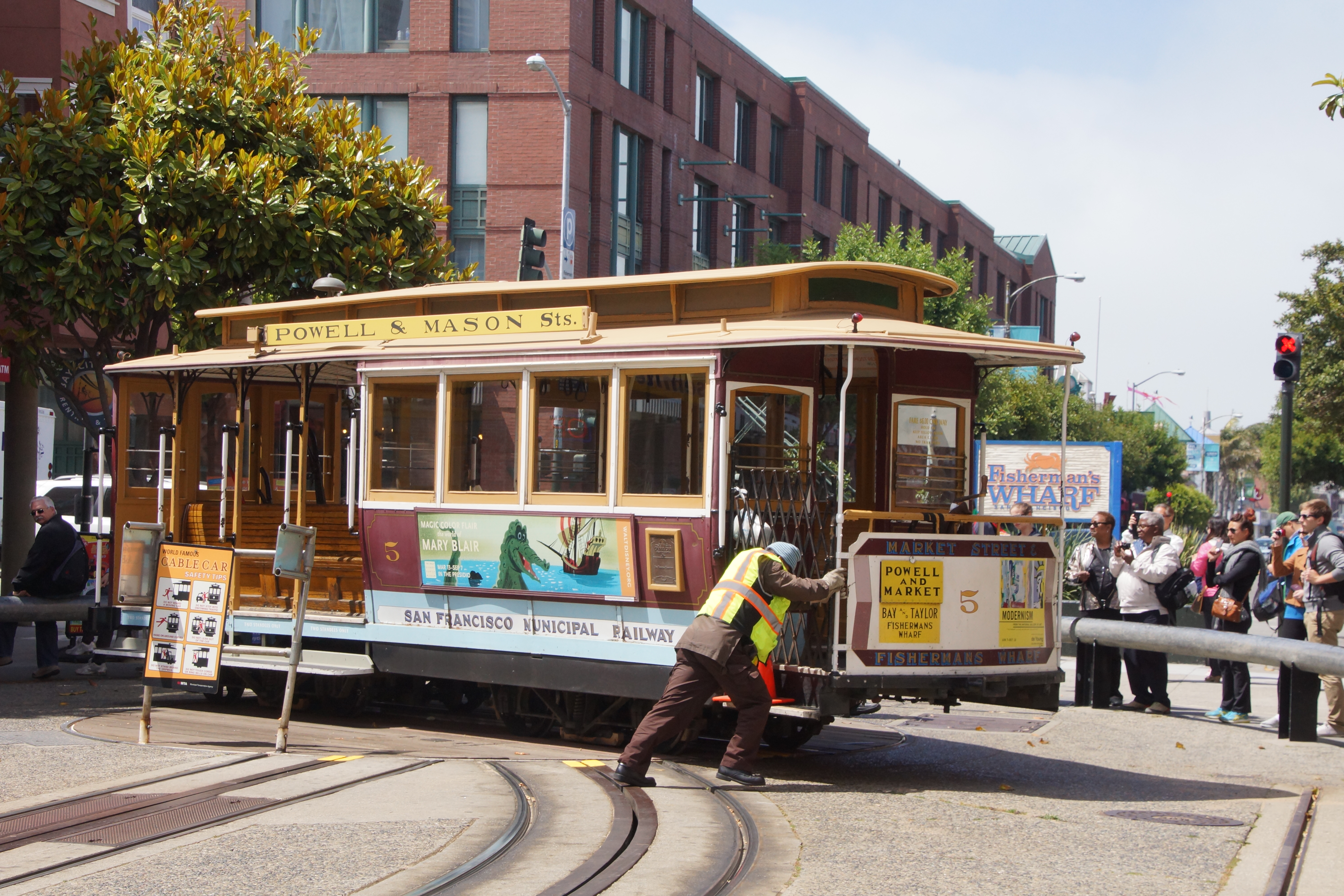
Drehscheibe der San Francisco Cable Cars

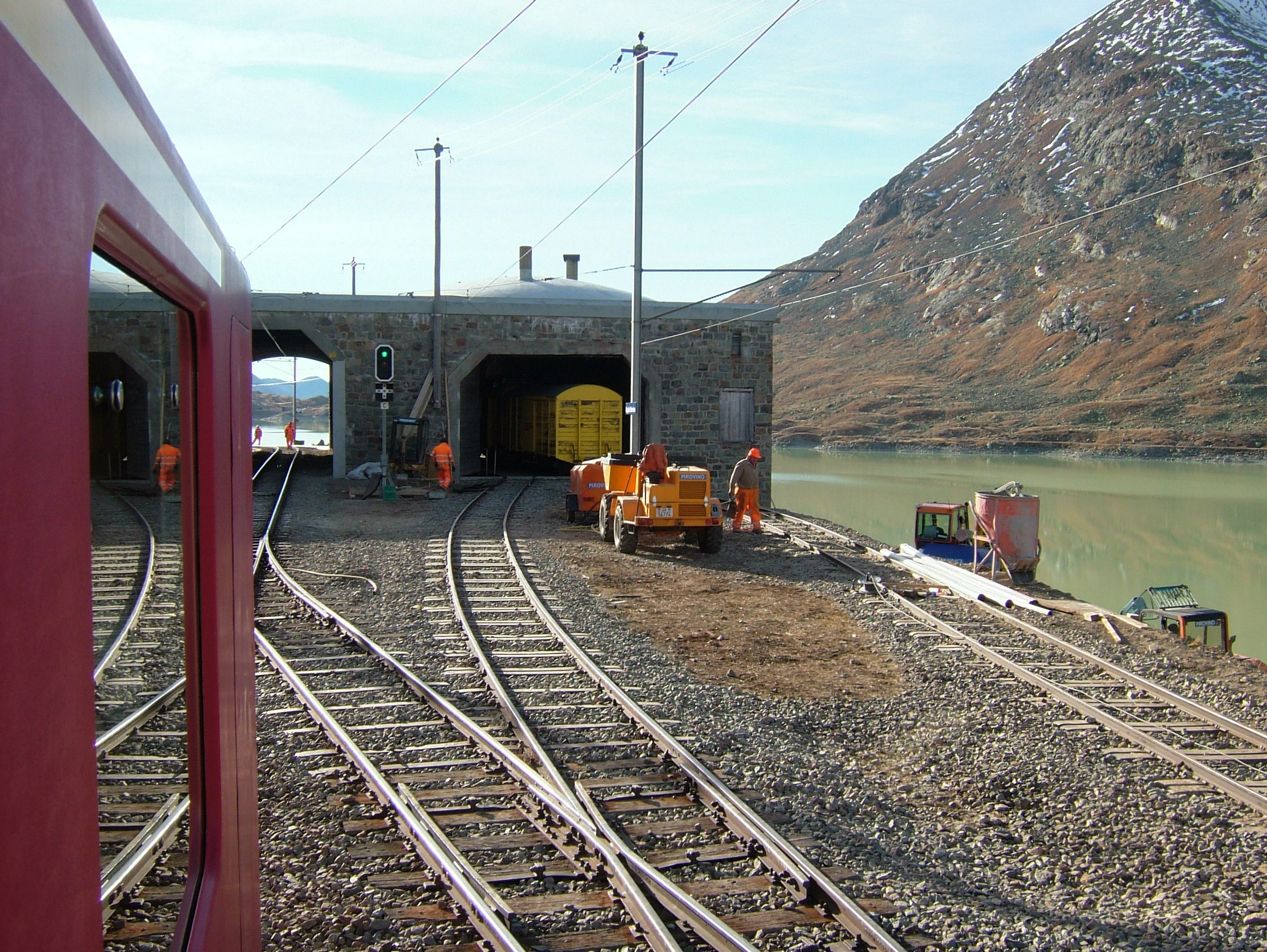
Gedeckte Drehbühne der dampfbetriebenen Rotary-Schneeschleuder der Rhätischen Bahn auf dem Bernina Hospiz

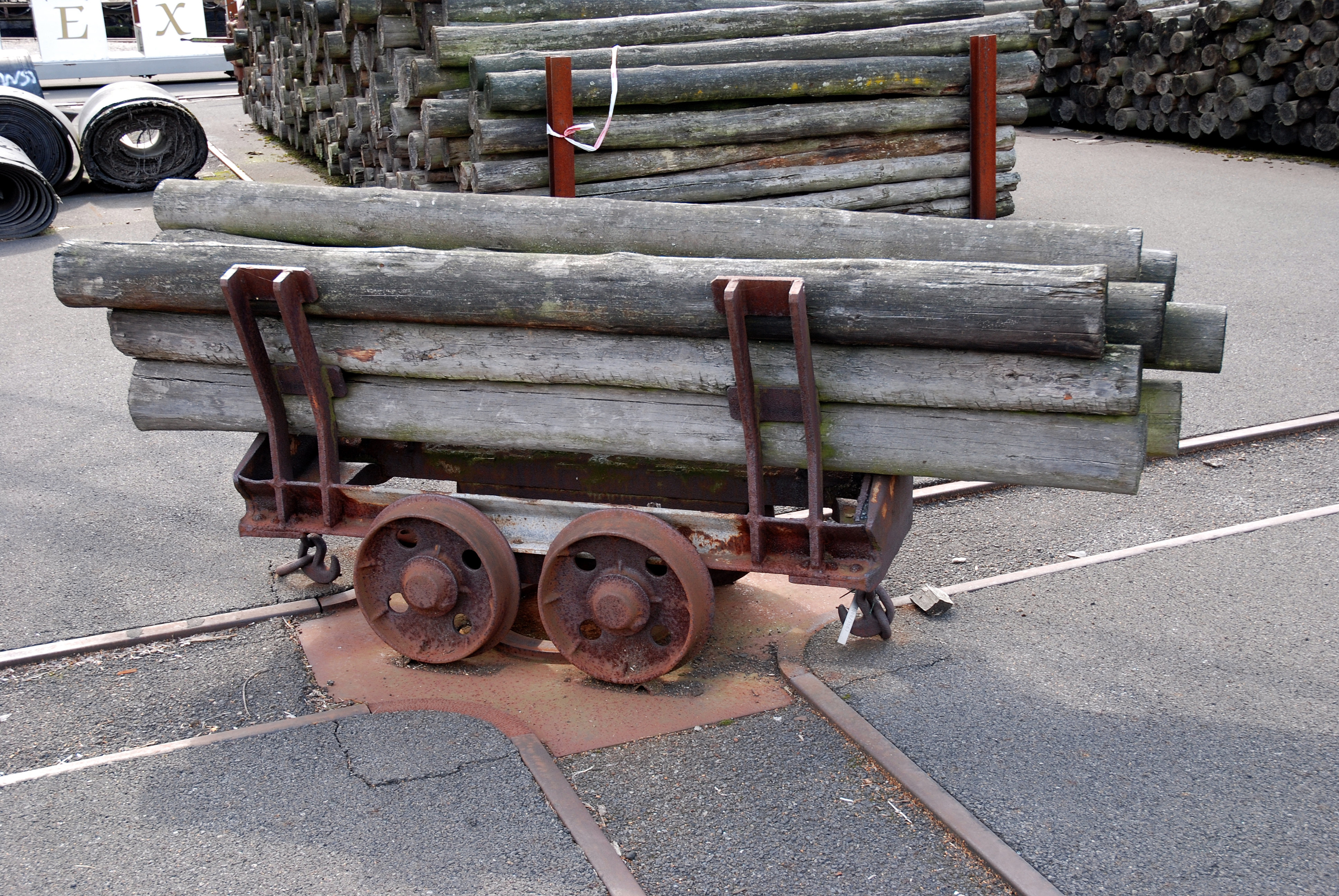
Kleinstdrehscheibe einer Grubenbahn

Eine Drehscheibe ist eine Einrichtung zum horizontalen Drehen von Schienenfahrzeugen, seltener von Straßenfahrzeugen. Dieser Vorgang wurde vor allem bei Dampflokomotiven mit Schlepptender durchgeführt, die nur in Vorwärtsrichtung mit ihrer Höchstgeschwindigkeit fahren können. Daneben werden Drehscheiben zum raumsparenden Umsetzen eines Fahrzeuges in benachbarte Gleise benutzt, beispielsweise, um sie in Lokschuppen unterzubringen, oder als Ersatz von Schießkurven bei Eisenbahngeschützen. Bei Schienenfahrzeugen wird ein Stück Gleis mit darauf befindlichem Fahrzeug gedreht. Das drehende Teil ist in diesen Fällen keine Scheibe, sondern ähnelt einem Brückenbalken, weshalb die Bezeichnung Drehbühne treffender ist.

## Schienenfahrzeuge

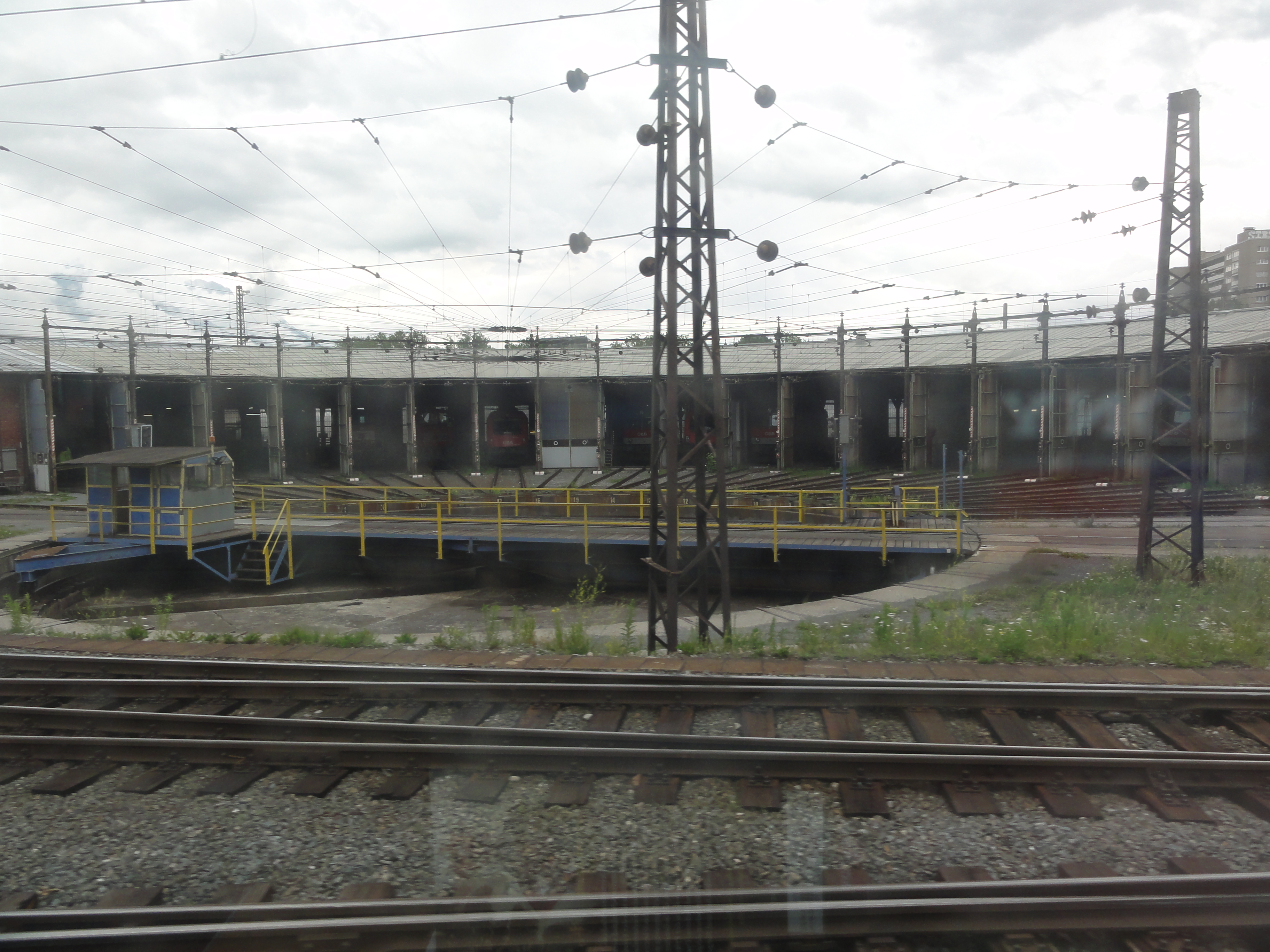
Innsbruck – Lokschuppen mit Drehbühne

Da die meisten Dampflokomotiven mit Schlepptender nur bei Vorwärtsfahrt mit voller Geschwindigkeit fahren dürfen, ist es notwendig, eine solche Lokomotive zu wenden, wenn die Fahrt in entgegengesetzter Richtung aufgenommen werden soll. Drehscheiben befanden sich daher vor allem an Kopfbahnhöfen, beispielsweise dem ersten Bahnhof von Altona oder dem Berliner Bahnhof in Hamburg. In Bahnbetriebswerken befanden sie sich direkt vor dem Lokschuppen, welche in großen Betriebswerken als Ringlokschuppen ausgelegt waren. Dort ermöglichten sie auch den Zugang zu den einzelnen Ständen, der sonst nur mit einer aufwändigen Weichenstraße möglich gewesen wäre. Zusätzlich ermöglicht die Drehscheibe, die Lokomotiven in einer Richtung, in der Regel mit der Rauchkammer zur Drehscheibe, abzustellen. Damit benötigt jeder Schuppenstand nur einen Kamin, außerdem ist das Ziehen der Kesselrohre möglich, während die Lokomotive im Schuppen steht. Zum Verschub von Lokomotiven, die nicht aus eigener Kraft auf die Schiebebühne fahren können, werden entweder andere Triebfahrzeuge oder Rangiermittel, wie z. B. Seilrangieranlagen, genutzt. Während Fahrzeuge zum Verschieben die nutzbare Gleislänge der Drehscheibe einschränken, ist dies bei Seilrangieranlagen nicht der Fall. Eingesetzt wurden Anlagen mit nicht umlaufenden Seil, wie Spillanlagen oder Rangierwinden.
Vor allem in den 1950er Jahren erfolgte der große Niedergang der Dampflokomotiven und damit auch zeitverzögert jener der Drehscheiben. Die Deutsche Bundesbahn baute die letzten Drehscheiben Ende der 1950er Jahre, bei der Deutschen Reichsbahn wurden bis in die 1980er Jahre noch Drehscheiben rekonstruiert. Für moderne Diesel- und elektrische Lokomotiven in europäischer Bauart sind Drehscheiben nicht mehr erforderlich, da diese Fahrzeuge in der Regel Zweirichtungsfahrzeuge sind und in beide Richtungen uneingeschränkt fahren können, weshalb keine Drehscheiben mehr notwendig sind.
Heutzutage werden bei Bahnbetriebswerken hauptsächlich Schiebebühnen eingebaut, da sie es ermöglichen, mit dem geringsten Platzbedarf mehrere parallel verlaufende Gleise zu bedienen. Man braucht nur ein paralleles Zufahrtsgleis und kann dann Abstellmöglichkeiten auf beiden Seiten der Bühne bedienen (Neustrelitz, Dresden Altstadt). Somit sind Drehscheiben im regulären Bahnbetrieb selten geworden, jedoch noch häufig in Eisenbahnmuseen zu sehen. Ein aus praktischen Gründen erwogener Neubau, wie 1988 bei der Vitznau-Rigi-Bahn, hat Seltenheitswert. Eher kommt es vor, dass wie bei der Minehead Railway Station eine 1968 entfernte Drehbühne aus primär nostalgischen Gründen 2008 neu gebaut wird. Anders in Nordamerika, Australien und Neuseeland, wo viele Lokomotiven nur auf einer Seite einen Führerstand haben, besonders große, dieselelektrisch betriebene. Somit sind dort noch mehr Drehscheiben in ständiger Verwendung und werden sogar in einzelnen Fällen neu gebaut (beispielsweise durch die Canadian Pacific Railway in East Binghamton (New York) kurz vor 2000).
Ein weiteres Einsatzgebiet von Drehscheiben ist das Wenden von Schneepflügen. Daher blieben in schneereichen Regionen die Drehscheiben über die Ära der Dampflokomotiven hinaus erhalten. Heute werden moderne Schneepflüge häufig mit einem integrierten Drehkranz ausgestattet, sodass eine Richtungsänderung ohne eine Drehscheibe möglich ist.

### Aufbau
Die Drehscheiben entwickelten sich aus einfachen Anlagen, die in frühen Bahnhöfen im Gleisbereich angeordnet waren, um Lokomotiven in die entgegengesetzte Fahrtrichtung zu drehen. Sie waren abgedeckt, um Personen vor dem Sturz in die Grube zu schützen und sahen deshalb wie Scheiben aus.
Die Drehscheibe ist eine maschinentechnische Anlage, mit der ein Fahrzeug (zumeist Schienenfahrzeug) gewendet werden kann, beziehungsweise mit der zwischen zwei oder mehreren Gleisen wahlweise ein Fahrweg hergestellt werden kann. Häufig dient die Drehscheibe der Verbindung radial angeordneter Gleise auf engem Raum (oft als Fächergleise bezeichnet). Mit der Drehfunktion können Lokomotiven oder andere Fahrzeuge in eine gewünschte Position gebracht werden. Man unterscheidet Kreuzdrehscheiben (bei einfachen Verhältnissen, z. B. im Bergbau und bei Feldbahnen), Segmentdrehscheiben (bei beengten Platzverhältnissen, z. B. in Anschlussbahnen) und Brückendrehscheiben mit und ohne Schlepprahmen. Immer handelt es sich um Stahlkonstruktionen, bei denen Brücken die Fahrschienen zur Aufnahme der Fahrzeuge tragen. Die Drehscheibengruben sind kreisförmig oder als Kreissegment ausgebildet und können unterschiedliche Durchmesser haben.
Die Größe der Drehscheiben entwickelte sich mit der Länge der Lokomotiven. In Preußen waren zunächst acht bis zwölf Meter ausreichend, 1889 wurden 14 Meter gefordert, 1892 schon 16 Meter. Drehscheiben der Deutschen Reichsbahn hatten 1920 einen Durchmesser von 20 Metern, ab 1924 dann 23 Meter und später 26 Meter, in der Schweiz 13 oder 16 Meter, aber auch andere Maße sind möglich. Die Deutsche Reichsbahn erließ 1938 einheitliche Bauvorschriften für Drehscheiben mit 23 m und mit 26 m Durchmesser. Diese Vorschriften normierten vor allem den Brückenträger, während für die Grube unterschiedliche Bauarten möglich waren.

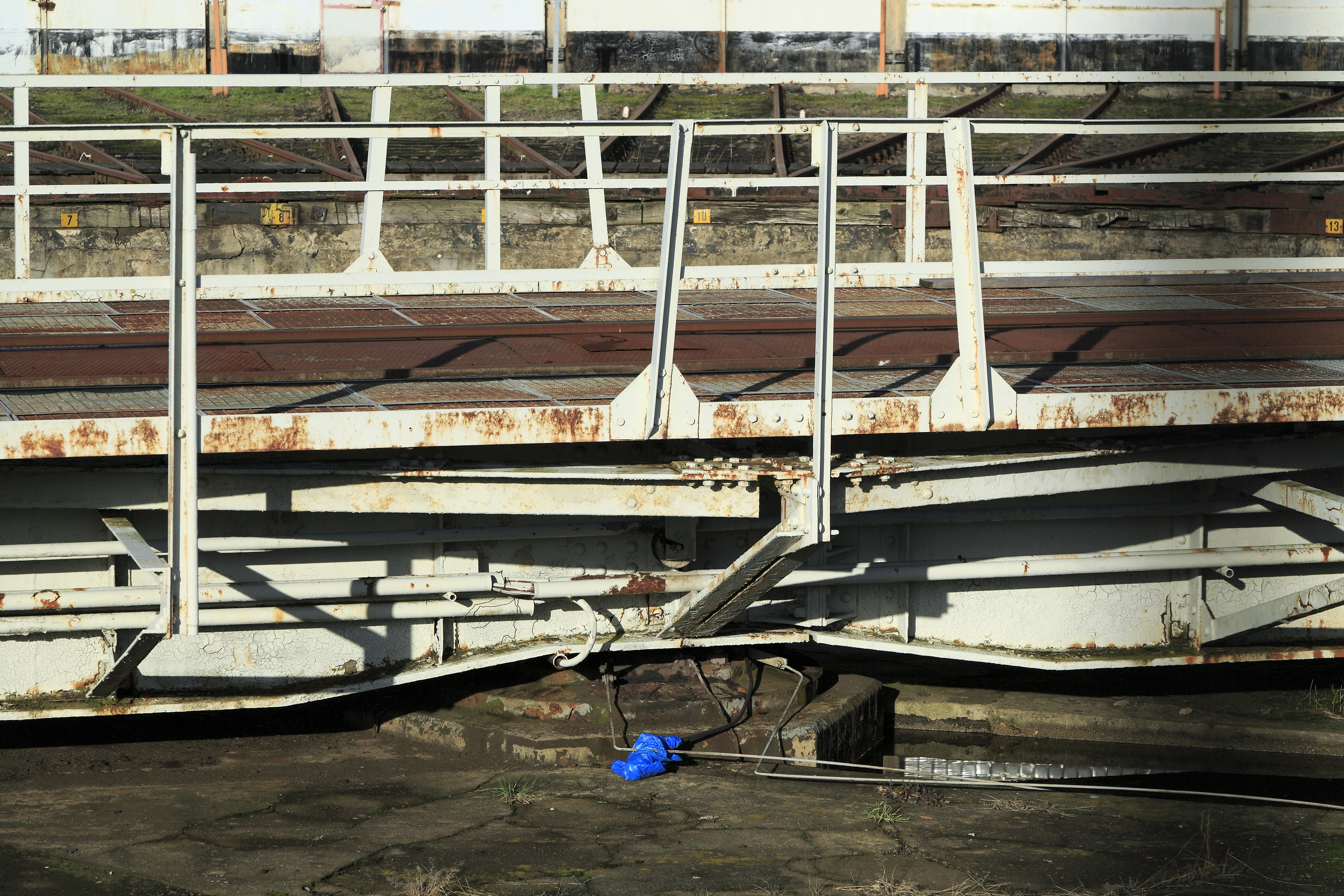
Gelenk in der Brücke über dem Königsstuhl einer Gelenkdrehscheibe, Bw Falkenberg (E)

Die Auflagerung der Drehscheibenbrücke erfolgt im zentralen Drehpunkt auf dem sogenannten Königsstuhl und an den beiden Enden mit in der Regel spurkranzlosen Laufrädern, die auf dem in der Drehscheibengrube verlegten Drehscheibenlaufkranz rollen. Bei größeren Drehscheiben sind häufig mehrere koaxiale Drehscheibenlaufkränze zu finden. Kleinere Drehscheiben wurden und werden durch Muskelkraft bewegt, im 20. Jahrhundert kam der Antrieb durch Elektromotoren, in seltenen Fällen auch Dieselmotoren sowie Druckluft auf. Der Druckluftantrieb ist in der Regel der Notantrieb, er wird von der Druckluftanlage eines zu drehenden Triebfahrzeuges versorgt. Bei Drehscheiben mit Motor sind meist zwei der vier Laufräder angetrieben. Frühe Drehscheibenbrücken bestanden aus einem einteiligen Träger, bei dem die Auflage auf dem Königsstuhl und den Laufrädern statisch unbestimmt und daher von der Genauigkeit der Laufkranz-Ausführung abhängig ist. Bei einem einseitigen Antrieb muss das zu drehende Fahrzeug so auf der Brücke abgestellt werden, dass die angetriebenen Laufräder ausreichend belastet werden. Mit zunehmender Länge der Drehscheibenbrücken wurde diese unbestimmte Auflage problematischer. In der Folge wurden Gelenkdrehscheiben entwickelt. Der Brückenträger ist bei diesen in der Mitte über dem Königsstuhl mit einem Gelenk versehen. Beide Teile liegen gleichmäßig und stabil auf je drei Punkten auf, die Laufräder sind immer belastet. Zusätzlich verringert sich die Stützweite auf etwa die Hälfte, die Träger können niedriger ausgeführt werden. Damit verringert sich auch die nötige Tiefe der Drehscheibengrube. Die Einheitsdrehscheiben der Deutschen Reichsbahn waren in der Regel so gebaut. Bei weniger belastbarem Untergrund wurden die beiden Brückenteile noch einmal geteilt und auf einem zweiten Laufkranz abgestützt. Dies erhöhte allerdings den Unterhaltungsaufwand.
Zwischen der Drehscheibenbrücke und dem anschließenden festen Gleis muss eine sichere Verbindung mittels Verriegelungseinrichtung hergestellt werden können. Diese Verriegelungseinrichtung wird häufig mit Rangiersignalen und der Drehscheibensteuerung gekuppelt.
Eine andere Möglichkeit, Eisenbahnfahrzeuge zu wenden, sind Gleisdreiecke, Gleisfünfecke oder Wendeschleifen. Bei entsprechenden Anschlusslängen können damit auch Triebwageneinheiten oder längere Züge im Ganzen gewendet werden. Insbesondere in Nord- und Südamerika war und ist das insbesondere bei Zugeinheiten, die für nur eine Hauptfahrrichtung ausgelegt sind, noch immer üblich.

### Besonderheiten

#### Große Drehscheiben
Übergroß waren etwa die 1941 von der Union Pacific Railroad für ihre Klasse-4000-Dampfloks, genannt „Big Boy“ (Gesamtlänge: 132 ft 9¼ in (40,47 Meter), Gesamtachsstand: 117 ft 7 in (35,83 Meter)), gebauten 135-Fuß-Drehscheiben (41 Meter) in Ogden (Utah), Green River (Wyoming) und Laramie (Wyoming). Zumindest in Norden (Kalifornien) existierte bis zu einem Brand im Jahre 1962 eine 150-Fuß-Drehscheibe (45,72 Meter).
Für die noch längere Dampflokomotive PRR-Klasse S1 wurde extra ein Gleisdreieck errichtet. Im Vergleich dazu hatte die größte dieselelektrische Lokomotive, die EMD DDA40X, eine Länge von knapp 30 Metern, zudem wird bei diesen Typen oft in Mehrfachtraktion gefahren, was bei Dampflokomotiven nicht üblich war.
War eine Schlepptenderlokomotive zu lang, musste sie ggf. zum Drehen auf der Scheibe vom Tender getrennt werden. Dieses Verfahren wurde z. B. in den französischen Betriebswerken Clamecy und Château-Chinon regelmäßig praktiziert, wo in den 1960er Jahren die 140 J (ehemalige 140 A der PLM) kehrten.
Eine Kuriosität war die Drehscheibe von Corkscrew Gulch der Silverton-Eisenbahn in Colorado (USA). Da die Strecke in einen Canyon führte, gab es dort große Steigungen und kleine Radien. Da der Hang bei Corkscrew Gulch für einen Wendebogen zu steil war und die Strecke in entgegengesetzter Richtung fortführen sollte, wurde dort eine Spitzkehre gebaut, in der der Zug die Fahrtrichtung wechseln musste, um auf das jeweilige Streckengleis überzuwechseln. Dort wurde eine Drehscheibe installiert, welche sowohl von der Berg- als auch von der Talseite über ein Gefälle erreichbar war. Beim Passieren wurden die Wagen von der Lokomotive getrennt und die Lokomotive gewendet. Nachdem die Lokomotive das Gleis geräumt hatte, wurde der restliche Zug über die Neigung auf die Drehscheibe geführt. Sofern die Gesamtlänge des Wagenzugs die Bühnenlänge der Drehscheibe übertraf, mussten die Wagen der Drehscheibe einzeln zugeführt werden. Die extremen Steigungen der Strecke erlaubten ohnehin nur sehr kurze Züge. Anschließend setzte die Lokomotive zurück und die Wagen wurden zur Weiterfahrt wieder angekuppelt.
Bei der Wiener U-Bahn kam es auf der ursprünglichen Strecke der U2 (Karlsplatz–Schottenring) wegen ihres teils mit engen Bogenradien geführten und einem Halbkreis ähnlichen Streckenverlaufs zu einseitigem Spurkranzverschleiß. Um diesem entgegenzuwirken, wurden die betreffenden Garnituren in bestimmten Zeitabständen gedreht. Da die seinerzeit eingesetzten Doppeltriebwagen des Typs U nur aufwändig getrennt werden können und getrennt nicht aus eigener Kraft fahrfähig sind, hat die im November 1988 in Betrieb gegangene Drehscheibe beim Betriebsbahnhof Wasserleitungswiese (48° 14′ 29,3″ N, 16° 21′ 47,5″ O) einen Durchmesser von 40 Metern und ist damit die größte Europas.
Die Wuppertaler Schwebebahn verfügte von 1974 bis 1992 über eine Drehscheibe an der Station Zoo/Stadion, die außerhalb der Hauptverkehrszeiten als Zwischenendstelle diente. Hierbei drehten sich bei einem Wendevorgang stets beide Richtungsgleise um 180 Grad mit.

#### Segmentdrehscheibe
Eine besondere Bauart ist die Segmentdrehscheibe. Bei ihr überstreicht der Brückenträger nur ein Segment des Kreises. Sie kann sich deswegen nicht vollständig drehen, ist also zum Wenden eines Fahrzeuges nur dann geeignet, wenn sie mindestens zu 180 Grad gedreht werden kann. Eine solche Segmentdrehscheibe befindet sich zum Beispiel vor dem Ringlokschuppen in Neuenmarkt-Wirsberg. Verbreitet waren Segmentdrehscheiben früher in Anschlussbahnen. Damit konnten Gleisanschlüsse mit wenig Flächenbedarf im 90°-Winkel von Bahnhöfen seitlich wegführen. Die Bahnhofsrangierlokomotive schob die zuzustellenden Wagen auf die Segmentdrehscheibe, nach dem Drehen wurden sie von einer unternehmenseigenen Kleinlokomotive, mit einer Spillanlage oder sonstigen Rangiergeräten zur entsprechenden Ladestelle gebracht. Für Drehgestellwagen waren diese Segmetdrehscheiben meist zu kurz. Zur Kompensierung wurden Drehgestellgüterwagen bis in die 1920er Jahre verbreitet mit durchdrehbaren Drehgestellen ausgerüstet. Damit konnten diese Wagen in drei Zügen eigentlich zu kurze Segmentdrehscheiben passieren. Zur Nutzung musste in der Regel vorher das Bremsgestänge abgehängt werden.
Sie dient primär der platzsparenden Umsetzung von Fahrzeugen auf anschließende Gleise, mitunter bei geringerem Platzbedarf als bei Weichen. Die aufwändige Errichtung und Unterhaltung ließ jedoch auch diese Bauart selten zur Ausführung gelangen. Eine erst kürzlich neu errichtete Segmentdrehscheibe ist im Bahnhof Bezau der Bregenzerwaldbahn anzutreffen.
Weitere, nicht mehr betriebene Segmentdrehscheiben befinden sich am Hauptbahnhof Bayreuth oder im Bahnhof Bebra. Im Bahnhof Klütz am Ende der Bahnstrecke Grevesmühlen–Klütz wurde gar eine Segmentdrehscheibe von Normal- auf Schmalspur umgebaut.

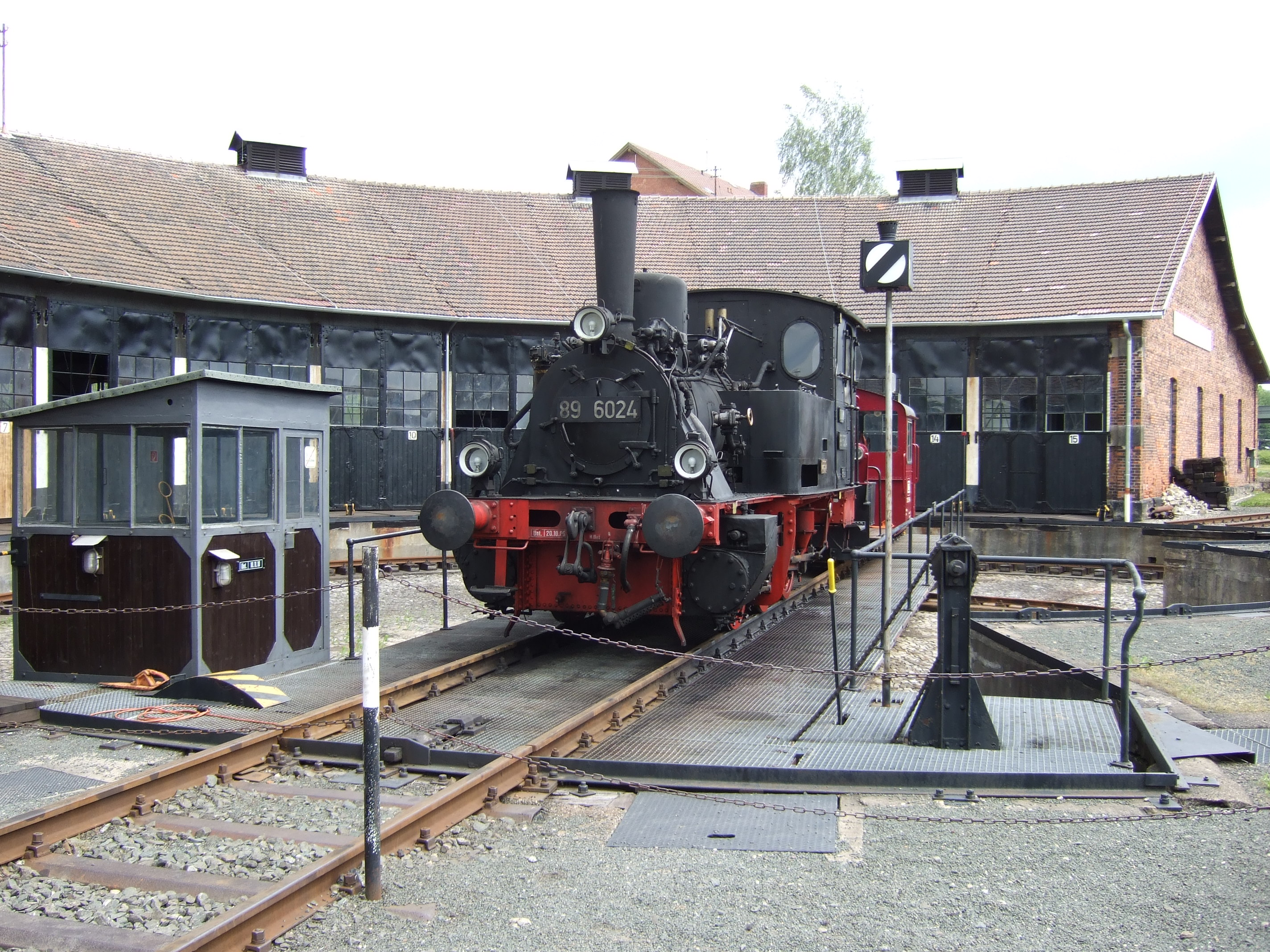
89 6024 des Deutschen Dampflokomotiv-Museums auf der Segmentdrehbühne in Neuenmarkt-Wirsberg
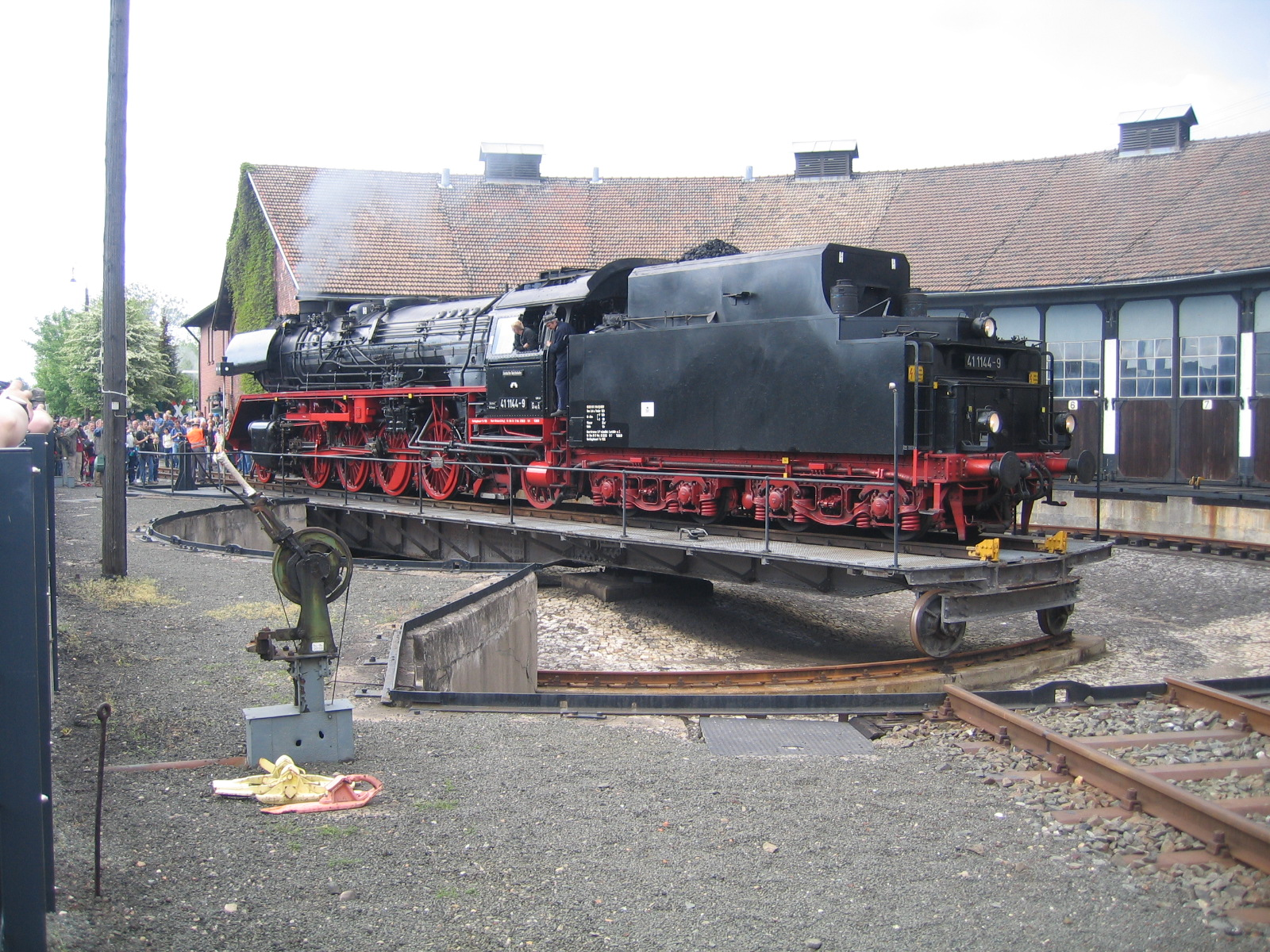
Auf der 180°-Segmentdrehbühne in Neuenmarkt-Wirsberg können Lokomotiven wenden
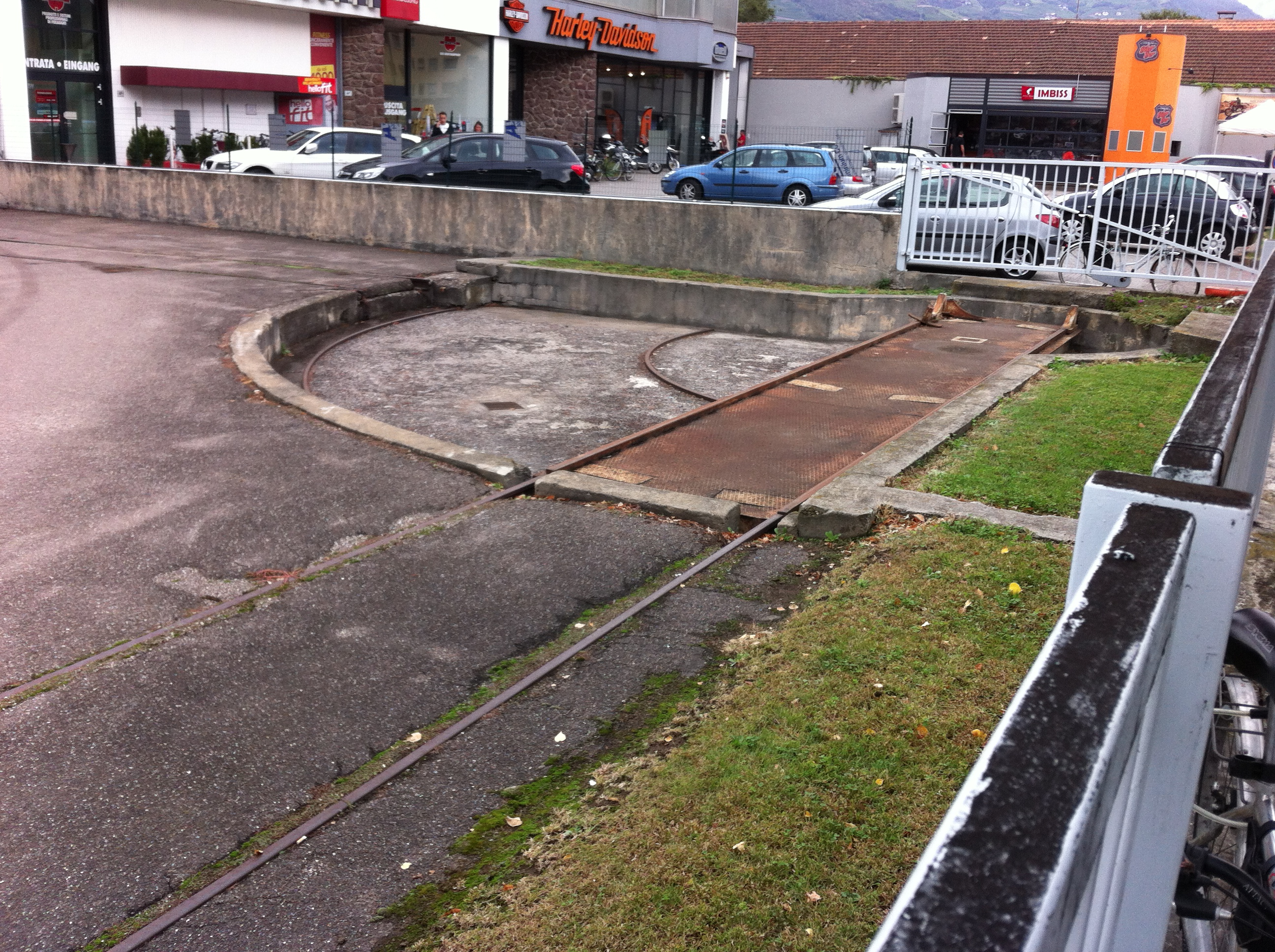
Aufgelassene 90°-Segmentdrehbühne in Bozen
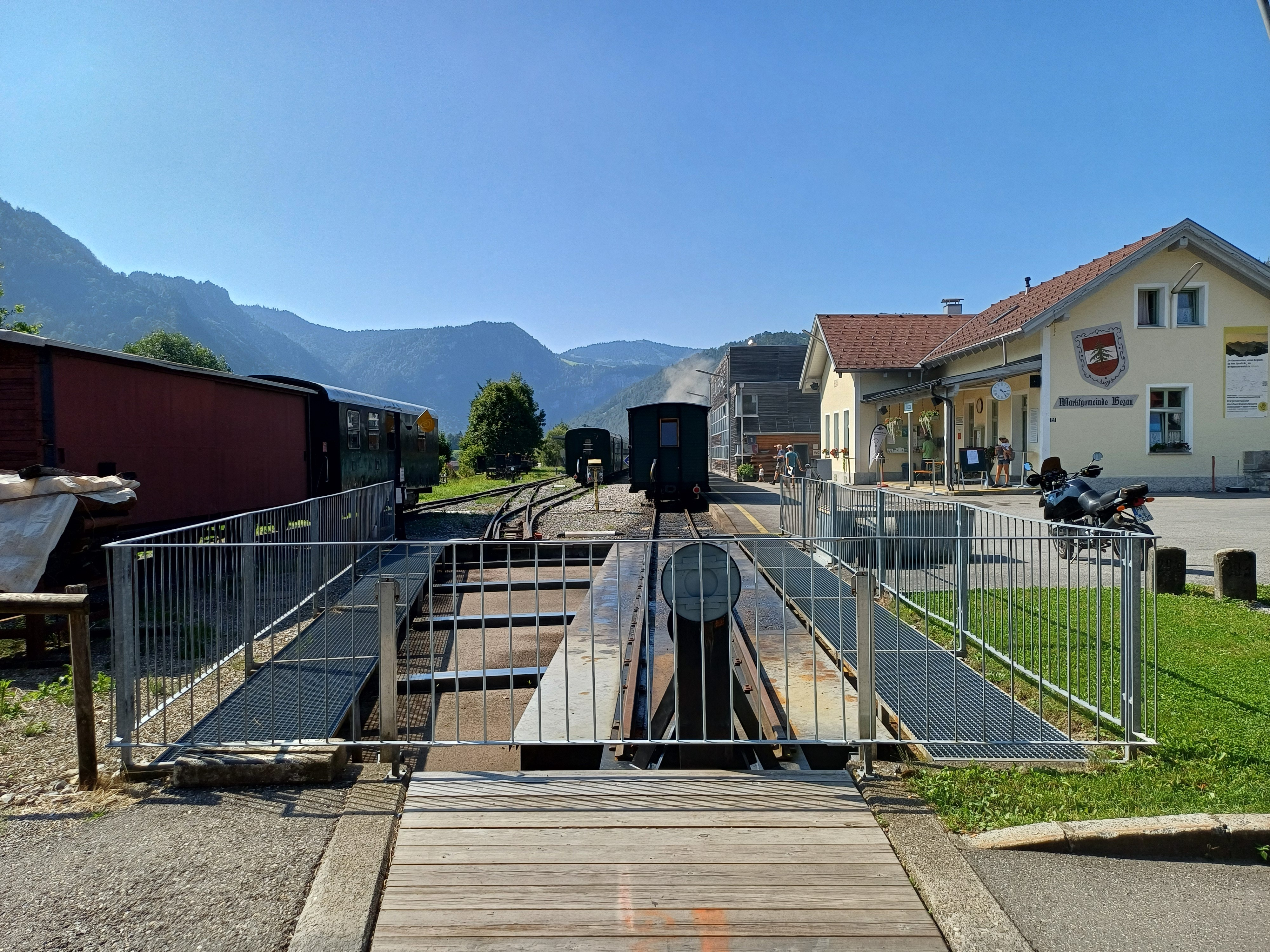
Bahnhof Bezau der Bregenzerwaldbahn, Umsetzen zwischen benachbarten Gleisen auf einer Kleinsegment-Drehbühne

#### Doppeldrehscheibe
Eine weitere Sonderbauform ist die Doppeldrehscheibe. Sie wurde an Orten installiert, an denen sehr viele Lokomotiven platzsparend abgestellt werden sollten.
Bei dieser Bauart sind die Aktionsradien zweier Drehscheiben überlappend ausgeführt. Somit sind die beiden Gruben miteinander verbunden und es kreuzen sich die Drehscheibenlaufkränze im äußeren Grubenbereich, bedingt durch die Überlappung.
Doppeldrehscheiben besaßen beispielsweise die Bahnbetriebswerke Hamburg-Altona und Köln-Deutzerfeld. Sie entstanden aus zwei nebeneinanderliegenden Drehscheiben der Regelbauart beim nötigen Verlängern der Drehscheibenbrücken. Durch die sich überlappenden Laufkränze mussten sich die Drehscheibenbediener untereinander abstimmen. Beide wurden inzwischen mitsamt den dazugehörenden Lokschuppen abgebrochen, nur eine Drehscheibe im Bw Köln Bbf existiert noch.

## Straßenverkehr
Selten werden Drehscheiben auch bei straßengebundenen Fahrzeugen verwendet, ein bekanntes Beispiel ist die Drehscheibe Unterburg, eine Drehscheibe für Oberleitungsbusse im Solinger Stadtteil Burg an der Wupper. Zwei weitere Oberleitungsbus-Drehscheiben existierten früher in Großbritannien, dies waren die Drehscheibe Christchurch und die Drehscheibe Longwood. Eine vierte bestand von 1976 bis 1985 im Oberleitungsbus-Tunnel von Guadalajara in Mexiko. Die beengten Platzverhältnisse im Untergrund ließen dort keine andere Lösung zu. Eine fünfte Anlage diente ab 1914 der ersten Oberleitungsbuslinie in Shanghai als Wendemöglichkeit.
Darüber hinaus existieren beziehungsweise existierten auch einige Drehscheiben für Omnibusse
- in Japan
  - im Depot Dogo Onsen in der Stadt Matsuyama,
  - am Bahnhof Mukōgaoka-Yūen der Odawara-Linie der Bahngesellschaft Odakyū Dentetsu und
  - in Hakone im Ortsteil Gora,
- in Großbritannien
  - im Ortsteil Snow Hill der Gemeinde Saint Helier auf der Kanalinsel Jersey, in Betrieb zwischen 1932 und 1964,[8] und
  - am Busbahnhof von Hexham (nicht mehr existent), sowie
- in der spanischen Stadt Elantxobe im Baskenland.

Im öffentlichen Bereich gab es außerdem von 1949 bis 2006 am Ende des Birsig-Parkplatzes in Basel eine über Kontaktleisten geschaltete Drehscheibe mit 5,5 Metern Durchmesser und drei Tonnen Tragkraft.
In der Schweiz haben einige größere Artilleriefestungen, zum Beispiel die Festung Furggels oder die Festung Magletsch, unterirdische Drehscheiben, mit denen in den Eingangsstollen eingefahrene Lastwagen gewendet werden können. Ansonsten werden kleine Drehscheiben für Personenkraftwagen im privaten Bereich bei beengten Platzverhältnissen verwendet, besonders bei Umbauten älterer Mehrfamilienhäuser, wo nicht von vornherein auf die Erfordernisse Rücksicht genommen werden konnte.

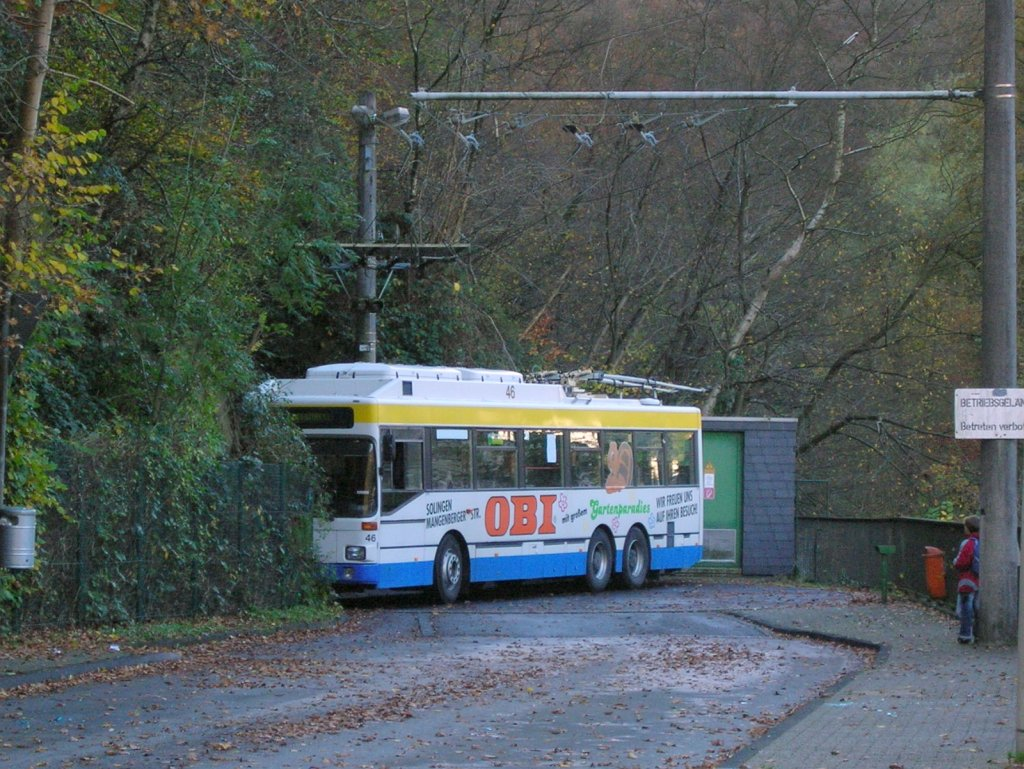
Oberleitungsbusdrehscheibe in Solingen-Burg
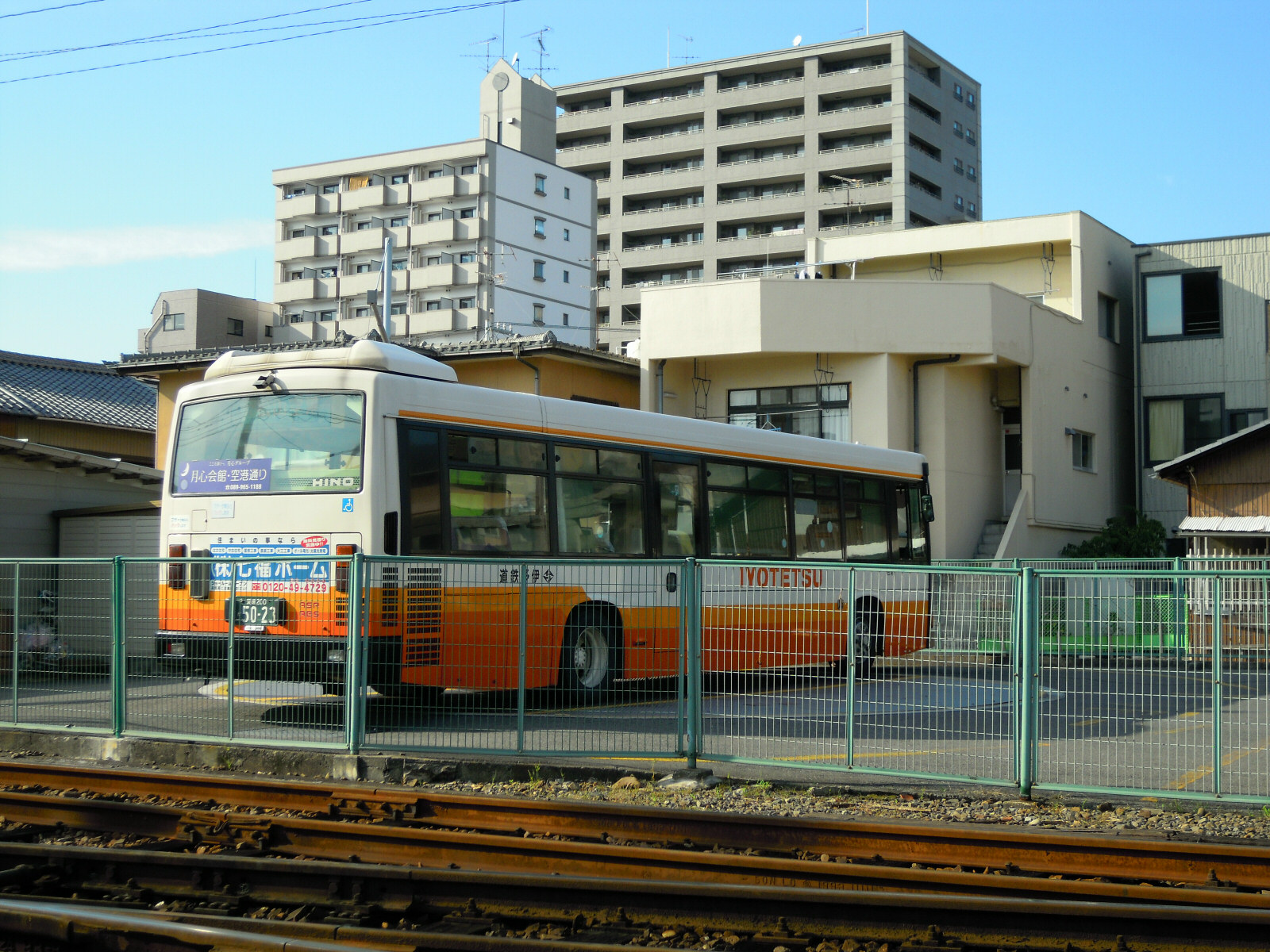
Omnibus-Drehscheibe in Matsuyama
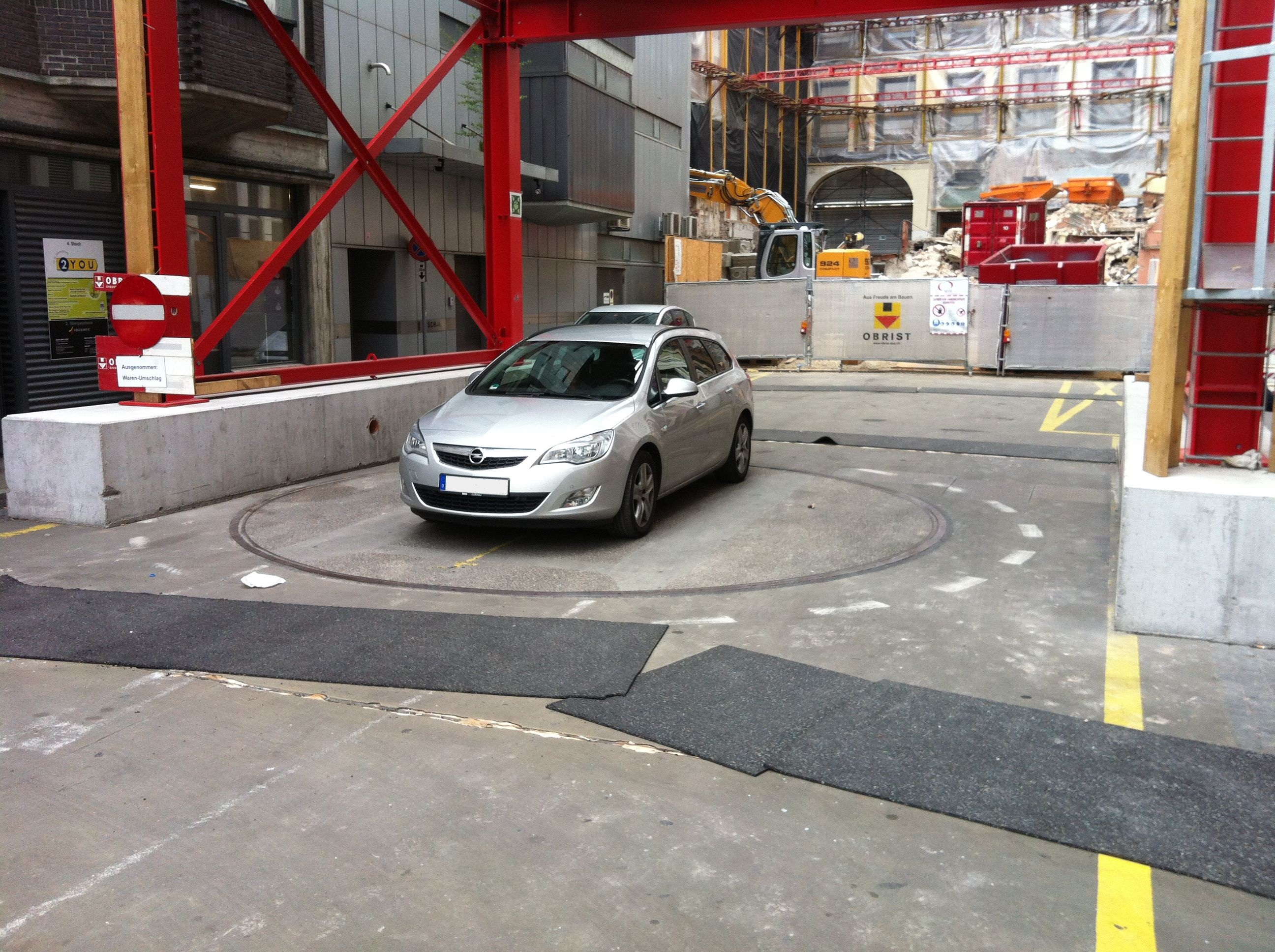
Auto-Drehscheibe am Birsig-Parkplatz in Basel
Auto-Drehscheibe in Louisville, Colorado

## (Luft)schiffe

### Schiffs-Drehscheibe
Das Schiffshebewerk am Krasnojarsker Stausee kann vom Aufbau her auch als Zahnradbahn beschrieben werden. Da es im Gegensatz zu Kanälen mit laufend gleichbleibender Wasserhaltung im Ober- und Unterwasser zu starken Schwankungen kommt, kann keine mit Toren abgedichtete Schleusenkammer verwendet werden. Vielmehr werden die Schiffe in einen waagrecht gelagerten Trog mit Abdichtungen geführt, der dann auf Schienen die schrägen Uferhänge hinauf oder hinab gefahren wird. Dabei wird auf eine zwischengeschaltete Drehscheibe gefahren, die den Trog mit dem Schiff um 140° in die jeweils erforderliche Ausfahr-Richtung dreht; dadurch kann auf der gesamten Strecke vom Unterwasser über die Drehscheibe zum Oberwasser dieselbe Steigung eingehalten werden und der Trog stets waagrecht bleiben. Die Drehscheibe hat einen Durchmesser von 105 Metern. (55° 56′ 20,4″ N, 92° 17′ 7,8″ O)

### Luftschiffe
1929 wurde das Konzept einer Drehscheibe entwickelt, um ein Luftschiff mittels eines schienengeführten Wagens in eine von mehreren radial angeordneten Luftschiffhallen einzustellen.

## Sonstiges
Automatische Hochregal-Autoparksysteme benötigen im Inneren eine Drehscheibe, wenn sie Fahrzeuge gewendet an die Gebäudeseite der Einfahrt ausgeben wollen. Um diese Notwendigkeit zu umgehen, werden jedoch nach Möglichkeit Einfahrt und Ausfahrt über die Ladeplattform als Durchfahrtsituation angeordnet. Diese Durchfahrt kann durch ein Gebäude erfolgen oder knapp innerhalb eines Gebäudes parallel zur Gebäudefront.
Eine Bauform von mastgeführtem Bauaufzug mit drehbarer quadratisch-U-förmiger Plattform bietet Drehscheibenfunktion: Auf Straßenniveau werden platzsparend parallel zur Gebäudefront fahrend ein oder zwei Schubkarren eingestellt, nach geringfügigem Hochfahren des Lifts die Plattform um 90° gedreht und eingerastet, damit ihre geradlinige Öffnungsseite in höherliegenden Stockwerken an ein Gerüst oder Türöffnungen eines Gebäudes andocken kann, wo die Schubkarren geradlinig herausgezogen werden können.
In Gelenkwagen, insbesondere von Straßenbahnen, die Gleisbögen mit kleinen Kurvenradien befahren, deren Gelenke also um relativ große Winkel knicken, werden die Böden im Wageninneren entlang einer Fuge in Form eines Halbkreises, eines Vollkreises oder zweier etwas auseinandergezogener Halbkreise verdrehbar gemacht. An den Kreisbögen stoßen Bodenflächen eben aneinander, ohne sich zu überlappen. Vollkreis und Doppel-Halbkreis bilden eine Art Scheibe, deren Relativbewegung zu den angrenzenden Wagenabschnitten besonders dann erlebbar wird, wenn man als Beobachter selbst darauf steht und der Wagen langsam in eine engen Kurve einbiegt oder – doppelt so weit – aus einer solchen in eine Gegenkurve übergeht, wie es an Umkehrschleifen oft der Fall ist. Zu beobachten ist, dass sich zuerst nur der vorauslaufende Wagenteil relativ zur Scheibe bewegt und erst später der nachfolgende Abschnitt eine gegenläufige Bewegung aufnimmt. Ertastbar wird diese Bewegung einer Fuge, wenn man mit einem gering belasteten Bein etwa mit einem Zehenballen (beschuht) genau auf einer Fuge steht.
Eine sich langsam drehende kleine plane und flächenbündige Drehscheibe zwischen Geländern zu Fuß zu überqueren ist Publikumsaufgabe in einem Jahrmarkts-Fahrgeschäft, das mit der Standfestigkeit von Besuchern spielt. Am viel größeren und leicht konvex gewölbten Teufelsrad soll man hingegen sitzen oder liegen und versuchen, der Fliehkraft zu widerstehen.
Beim subjektiven Versuch des radialen Überquerens der rotierenden Scheibe erschwert dies die dabei zur Wirkung kommende Corioliskraft durch seitlichen Abtrieb.

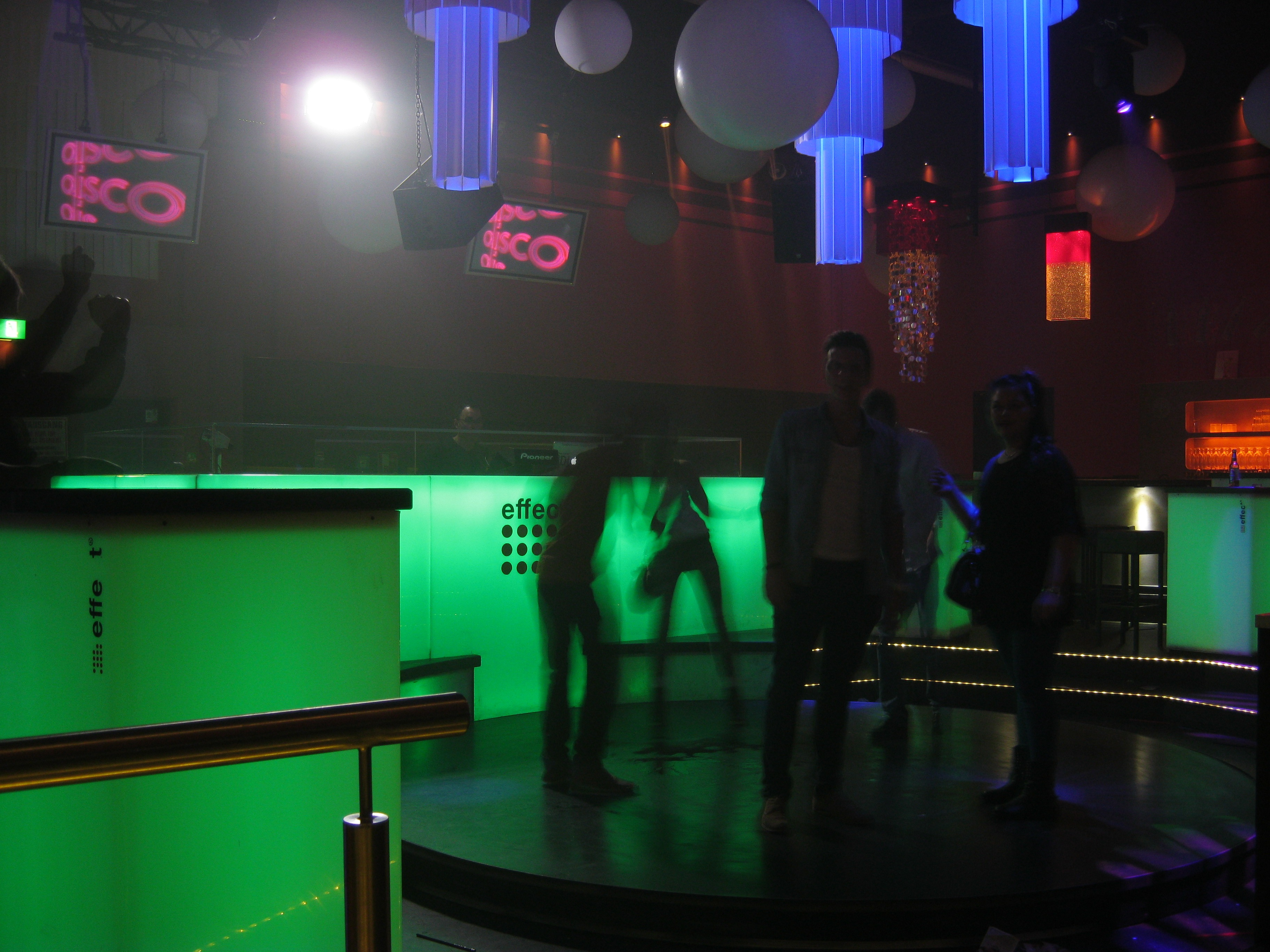
Als Drehscheibe ausgebildete Tanzfläche in einer Diskothek

In manchen Diskotheken gibt es eine als Drehscheibe ausgebildete rotierende Tanzfläche.
Bei manchen Achterbahnen kommen Drehscheiben zum Einsatz, um die Züge auf ein anderes Gleis zu versetzen oder ihre Fahrtrichtung umzukehren. Ein Beispiel dafür ist die Achterbahn Voltron Nevera im Europa-Park.